# Soul to Soul
| 전문가 평가                           | 전문가 평가 |
| 평가 점수                             | 평가 점수   |
| 출처                                  | 점수        |
| ------------------------------------- | ----------- |
| AllMusic                              | [ 1 ]       |
| Christgau's Record Guide              | B+          |
| The Great Rock Discography            | 7/10        |
| Kerrang!                              | [ 4 ]       |
| The Penguin Guide to Blues Recordings | [ 5 ]       |

《Soul to Soul》은 미국의 블루스 록 밴드 스티비 레이 본 & 더블 트러블의 세 번째 스튜디오 음반으로, 1985년 9월 30일, 컬럼비아 레코드 산하의 에픽 레코드를 통해 발매되었다. 녹음은 1985년 3월부터 5월 사이 텍사스주 댈러스에 위치한 댈러스 사운드 랩 스튜디오에서 진행되었다. 이 음반의 10곡 중 4곡은 본이 작곡했으며, 그중 2곡이 싱글로 발매되었다. 《Soul to Soul》은 빌보드 200 차트에서 34위를 기록했으며, 싱글 〈Change It〉의 뮤직 비디오는 MTV에서 정기적으로 방영되었다. 1999년에는 인터뷰 음성과 두 개의 스튜디오 아웃테이크가 추가된 음반이 재발매되었다.

## 배경
《Soul to Soul》은 전반적으로 긍정적인 평가를 받았으며, 본의 연주 스타일과 연주에 대한 찬사가 있었지만, 영감 부족과 "확실치 않은 작곡"에 대한 비판도 있었다.
1999년에 이 음반은 오디오 인터뷰와 스튜디오 아웃테이크를 포함한 재발매 버전으로 다시 나왔다. 2014년에는 아날로그 프로덕션스가 이 음반을 오리지널 마스터 테이프를 사용해 처음으로 다시 리마스터했고, 이 버전에서 〈Life Without You〉의 기타 솔로 전 가사가 복원되었다. 이 가사는 1999년 이후 다른 CD 판에서는 편집되어 있었다.

## 곡 목록
모든 곡들은 특별한 언급이 없는 한 스티비 레이 본에 의해 작사/작곡하였다.
| #  | 제목                               | 작사·작곡   | 재생 시간 |
| -- | ---------------------------------- | ----------- | --------- |
| 1. | 〈Say What!〉                      |             | 5:23      |
| 2. | 〈Lookin' Out the Window〉         | 도일 브램홀 | 2:48      |
| 3. | 〈Look at Little Sister〉          | 행크 발라드 | 3:08      |
| 4. | 〈Ain't Gone 'n' Give Up on Love〉 |             | 6:07      |
| 5. | 〈Gone Home〉                      | 에디 해리스 | 3:07      |

| #   | 제목                   | 작사·작곡 | 재생 시간 |
| --- | ---------------------- | --------- | --------- |
| 6.  | 〈Change It〉          | 브램홀    | 3:57      |
| 7.  | 〈You'll Be Mine〉     | 윌리 딕슨 | 3:46      |
| 8.  | 〈Empty Arms〉         |           | 3:03      |
| 9.  | 〈Come On (Part III)〉 | 얼 킹     | 4:31      |
| 10. | 〈Life Without You〉   |           | 4:18      |

## 인증
| 국가                       | 인증     | 판매량/출하량 |
| -------------------------- | -------- | ------------- |
| 캐나다 (뮤직 캐나다)       | 골드     | 50,000^       |
| 뉴질랜드 (RMNZ)            | 골드     | 7,500^        |
| 미국 (RIAA)                | 플래티넘 | 1,000,000^    |
| ^출하량을 기반으로 한 인증 |          |               |